# ISO 3166-2:NC
ISO 3166-2:NC – kody ISO 3166-2 dla Nowej Kaledonii.
Kody ISO 3166-2 to część standardu ISO 3166 publikowanego przez Międzynarodową Organizację Normalizacyjną. Kody te są przypisywane głównym jednostkom podziału administracyjnego, takim jak np. województwa czy stany, każdego kraju posiadającego kod w standardzie ISO 3166-1. 
Aktualnie (2017) dla Nowej Kaledonii nie zdefiniowano kodów dla podjednostek administracyjnych, natomiast Nowa Kaledonia jako wspólnota Sui generis (terytorium zależne) wchodząca w skład Francji, ma dodatkowo kod ISO 3166-2:FR wynikający z podziału terytorialnego tego państwa FR-NC.